# NGC 6386
NGC 6386 је спирална галаксија у сазвежђу Змај која се налази на NGC листи објеката дубоког неба.
Деклинација објекта је + 52° 43' 26" а ректасцензија 17h 28m 51,7s. Привидна величина (магнитуда) објекта NGC 6386 износи 14,2 а фотографска магнитуда 15,0. NGC 6386 је још познат и под ознакама MCG 9-29-4, CGCG 277-45, CGCG 278-2, NPM1G +52.0282, PGC 60367.